# John Hyde Sweet
John Hyde Sweet (* 1. September 1880 in Milford, Otsego County, New York; † 4. April 1964 in Wickenburg, Arizona) war ein US-amerikanischer Politiker. Zwischen 1940 und 1941 vertrat er den ersten Wahlbezirk des Bundesstaates Nebraska im US-Repräsentantenhaus.

## Werdegang
Im Jahr 1885 kam John Sweet nach Palmyra in Nebraska. Dort besuchte er die öffentlichen Schulen einschließlich der Palmyra High School. Danach studierte er an der University of Nebraska und am Lincoln Business College.
Zwischen 1899 und 1900 war Sweet Gerichtsreporter im westlichen Nebraska. Von 1902 bis 1909 arbeitete er als Kolonialwarenhändler in Nebraska City. Danach stieg er in das Zeitungsgeschäft ein und verlegte eine Zeitung. Damals war er Mitglied der Progressive Party, deren Bundesparteitag er im Jahr 1912 besuchte, auf dem der frühere Präsident Theodore Roosevelt zum Präsidentschaftskandidaten der Partei nominiert wurde. Später trat er der Republikanischen Partei bei, aus der die Progressive Party ursprünglich hervorgegangen war.
Nach dem Tod des Kongressabgeordneten George H. Heinke wurde John Sweet bei der fälligen Nachwahl zu dessen Nachfolger im US-Repräsentantenhaus gewählt. Dort beendete er zwischen dem 19. April 1940 und dem 3. Januar 1941 die angebrochene Legislaturperiode. Für die regulären Kongresswahlen des Jahres 1940 kandidierte Sweet nicht mehr.
Nach dem Ende seiner Zeit im Kongress widmete sich John Sweet wieder seinen privaten Angelegenheiten. Politisch ist er nicht mehr in Erscheinung getreten. Er starb im April 1964 in Arizona und wurde in Nebraska City beigesetzt.